# Роббі Джеймс
Роббі Джеймс (англ. Robbie James; 23 березня 1957, Суонсі — 18 лютого 1998, Лланеллі) — валлійський футболіст, що грав на позиції півзахисника. По завершенні ігрової кар'єри — тренер.
Виступав, зокрема, за «Свонсі Сіті», «Сток Сіті» та «Квінз Парк Рейнджерс», а також національну збірну Уельсу.

## Клубна кар'єра
У дорослому футболі дебютував 1972 року виступами за команду «Свонсі Сіті», в якій провів одинадцять сезонів, взявши участь у 393 матчах чемпіонату. Більшість часу, проведеного у складі «Свонсі Сіті», був основним гравцем команди і 1981 року допоміг команді вперше в історії вийти до англійського Першого дивізіону. Крім того у 1981—1983 роках він тричі поспіль виграв з командою Кубок Уельсу.
1983 року, після вильоту «Свонсі Сіті» з вищого дивізіону, Джеймс перейшов у «Сток Сіті», а наприкінці 1984 року за 100 тис. фунтів був проданий в інший клуб вищого дивізіону «Квінз Парк Рейнджерс», з яким зіграв у фіналі Кубка Футбольної ліги 1986 року, програвши «Оксфорд Юнайтед» з рахунком (3:0).
По завершенні сезону 1986/87 Джеймс приєднався до «Лестер Сіті», який щойно потрапив до Другого дивізіону, але провівши там лише пів року повернувся у «Свонсі Сіті», з яким 1989 року ще раз виграв Кубок Уельсу.
Пізніше Роббі грав за нижчолігові «Бредфорд Сіті» та «Кардіфф Сіті». Разом із Кардіффом він виграв Кубок Уельсу та англійський Третій дивізіон у сезоні 1992/93, який став його останнім сезоном у англійській Футбольній лізі після 20 років. У період з 1973 по 1994 рік він провів 783 матчі Англійської ліги, забивши 134 голи.
Надалі у 1993–1994 роках він був граючим тренером аматорського валлійського клубу «Мертір-Тідвіл», що виступав у англійській Національній Конференції, після чого перебрався у чемпіонат Уельсу і у сезоні 1994/95 грав за «Баррі Таун», а надалі став граючим тренером клубу «Лланеллі». Помер 18 лютого 1998 року на 41-му році життя під час матчу з клубом «Портковл», впавши на газон.

## Виступи за збірну
25 жовтня 1978 року дебютував в офіційних матчах у складі національної збірної Уельсу в грі відбору на Євро-1980 проти Мальти (7:0).
Загалом протягом кар'єри у національній команді, яка тривала 11 років, провів у її формі 47 матчів, забивши 7 голів.

## Титули і досягнення
- Володар Кубка Уельсу (5):

«Свонсі Сіті»: 1980/81, 1981/82, 1982/83, 1988/89
«Кардіфф Сіті»: 1992/93